# Adama Ndiaye

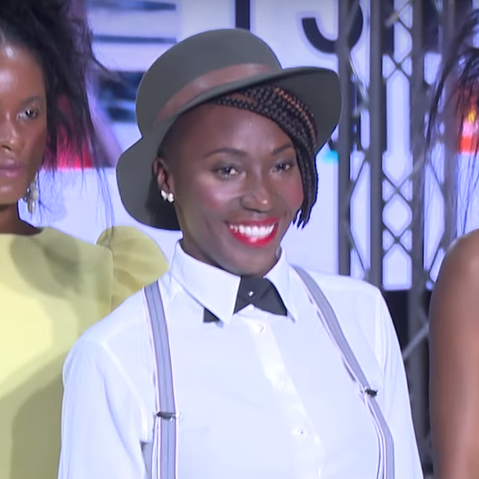
Adama Paris trong Tuần lễ thời trang tháng 11 năm 2016

Adama Amanda Ndiaye là một nhà thiết kế thời trangngười Senegal. Cô cũng còn được gọi là Adama Paris, cũng là tên của nhãn hiệu mà cô sở hữu và điều hành. Tác phẩm của cô, được sản xuất tại Morocco, có thể được tìm thấy trên phạm vi quốc tế, bao gồm cả ở thành phố New York, Tokyo, London và Paris. Tài năng và các bộ sưu tập của cô được công nhận khi cô bắt đầu Tuần lễ thời trang đen.

## Đời sống
Ndiaye được sinh ra ở Kinshasa, Zaire, với một hoàng tử và công chúa người Senen, sau đó cô lớn lên ở châu Âu, với cha mẹ cô là nhà ngoại giao. Cô rời bỏ sự nghiệp ngân hàng ở châu Âu để theo đuổi thiết kế thời trang tại quê hương. Châu Phi có một lịch sử lâu dài về thiết kế nhưng đấu tranh để được chấp nhận chính thống, và việc huy động vốn cho công việc kinh doanh của cô là khó khăn. Để mở rộng tầm nhìn của thiết kế châu Phi, Ndiaye đã tạo ra triển lãm Tuần lễ thời trang Dakar. Vào năm 2012, năm thứ mười của chương trình, nó đã thu hút ba mươi nhà thiết kế từ chín quốc gia ở Châu Phi và Châu Á, với các thành viên khán giả đến từ khắp nơi trên thế giới và có ngân sách hoạt động hơn 80 triệu CFA (khoảng 150.000 đô la Mỹ). Cô cũng đã tổ chức các sự kiện Tuần lễ thời trang đen ở Prague, Cộng hòa Séc và Bahia, Brazil.
Thiết kế của cô được lấy cảm hứng từ các thành phố và chủ nghĩa toàn cầu. Trong một cuộc phỏng vấn với Vogue Italia, cô nói: "Phần lớn cảm hứng của tôi đến từ các thành phố lớn... Mục tiêu của tôi là và vẫn là chia sẻ với tất cả phụ nữ hiện đại một thời trang không biên giới. " 
Ndaiye đã lưu ý rằng trong số nhiều quốc gia châu Phi, sự phản đối tôn giáo đã khiến các nhà thiết kế không thể tác nghiệp với nghề nghiệp của họ. Cô tin rằng văn hóa khoan dung nói chung của Sénégal đã cung cấp một môi trường hỗ trợ. Cô cũng đã lên tiếng, với các nhà thiết kế châu Phi khác, để tăng tài trợ và tiếp cận tín dụng từ các chính phủ nhằm thúc đẩy sự đổi mới và tạo việc làm trong ngành thời trang.